# 다시

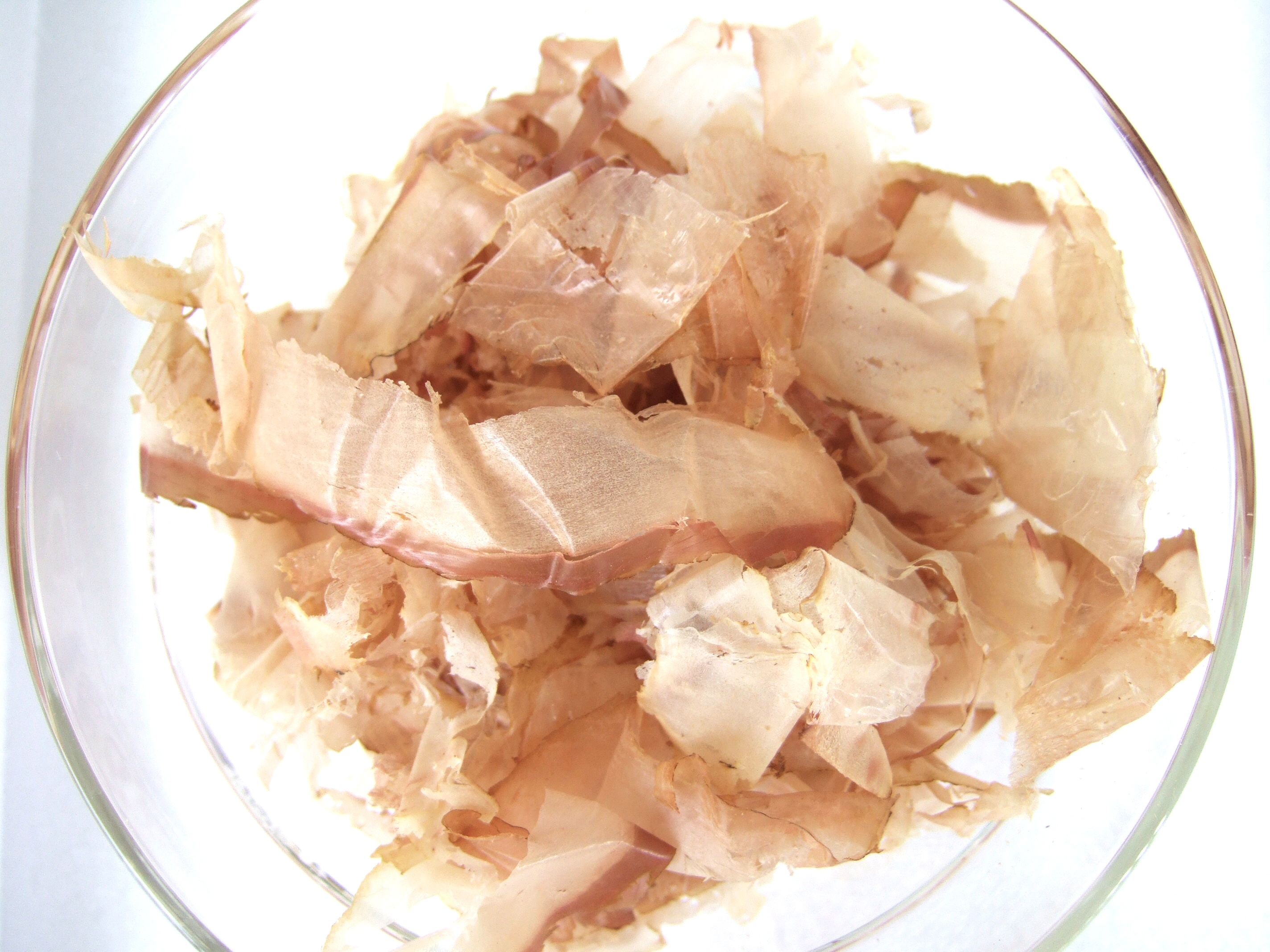

다시(일본어: 出汁)는 일본에서 다랑어포, 다시마, 멸치 등을 삶아 우려낸 밑국물이다.

## 역사
1908년 다시의 강한 맛은 인간의 미각수용기가 글루탐산에 반응하는 감칠맛으로서 이케다 기쿠나에에 의해 식별되었다.